# Sosnová
Sosnová (deutsch: Zossen) ist eine Gemeinde mit 424 Einwohnern in Tschechien. Sie liegt 450 m ü. M. 6 km nordöstlich von Horní Benešov im Quellgebiet des Flüsschens Hořina.

## Geschichte
Die Gegend von Zossen war schon im 11. Jahrhundert besiedelt. An einem alten Handelsweg, der dem Salzhandel aus Polen diente, ist ab 1038 eine kleine Schutzburg nachgewiesen. Beim Tatareneinfall von 1241 wurde die Veste und Ansiedlung zerstört.
Ab 1377 lässt sich das heutige Dorf nachweisen. Zossen war Sitz einer Grundherrschaft, die schließlich in drei Teile zerfiel, das Schlossgut, die Schäferei und den Freihof. Ab 1478 war Zossen nachweislich Pfarrort, dem bis 1622 die Filialkirche in Braunsdorf angegliedert war. Nach der Reformation im 16. Jahrhundert waren die Bewohner evangelisch geworden und wurden nach der Niederlage in der Schlacht am Weißen Berg rekatholisiert.
1688 verkaufte die Besitzerin Franziska Helena Freifrau von Tharoulle, geborene Kotullinsky von Kotulin, alle drei Güter an Johann Julius Freiherr von Frobel, Grundbesitzer in Glatz. Das sächsische Adelsgeschlecht derer von Frobel bestimmte lange Zeit das Leben in Zossen.
Im Jahre 1725 ließ dessen gleichnamiger Sohn Johann Julius von Frobel jun., der 1709 die Herrschaft übernommen hatte, die alte Kirche abtragen und an ihrer Stelle einen barocken Bau errichten. Nach dessen Tode wurde 1761 Johann Jakob von Frobel Herr auf Zossen, der 1764 die Brauerei und ein Jahr später eine steinerne Kapelle erbauen ließ. Auf den Fluren des Herrenhofes ließ er 1772 die Kolonie Frobelhof (Froblov) anlegen. Als er 1792 verstarb, erbte sein Neffe den Besitz. Letzte Patrimonialherrin war Antonia von Eichstätt, geborene von Wittorf, ab 1848 gehörte Zossen zum Bezirk Bennisch.
Nach zwei Großfeuern in den Jahren 1851 und 1856 wurde 1859 die Bildung einer Freiwilligen Feuerwehr beschlossen. Überregional bekannt war Zossen durch die Bierbrauerei der Gutsverwaltung Zossen. Am 4. Juli 1928 und 13. Mai 1929 richteten ein Unwetter mit taubeneigroßen Hagelschloten bzw. Wolkenbrüche schwere Schäden an.
Die Gemeinde Zossen hatte am 1. Dezember 1930 857 Einwohner, am 17. Mai 1939 771 und am 22. Mai 1974 waren es 413 Bewohner. Die deutschen Bewohner wurden 1945 enteignet und vertrieben. Bis zum 31. Dezember 2006 gehörte Sosnová zum Okres Bruntál.

## Sehenswürdigkeiten

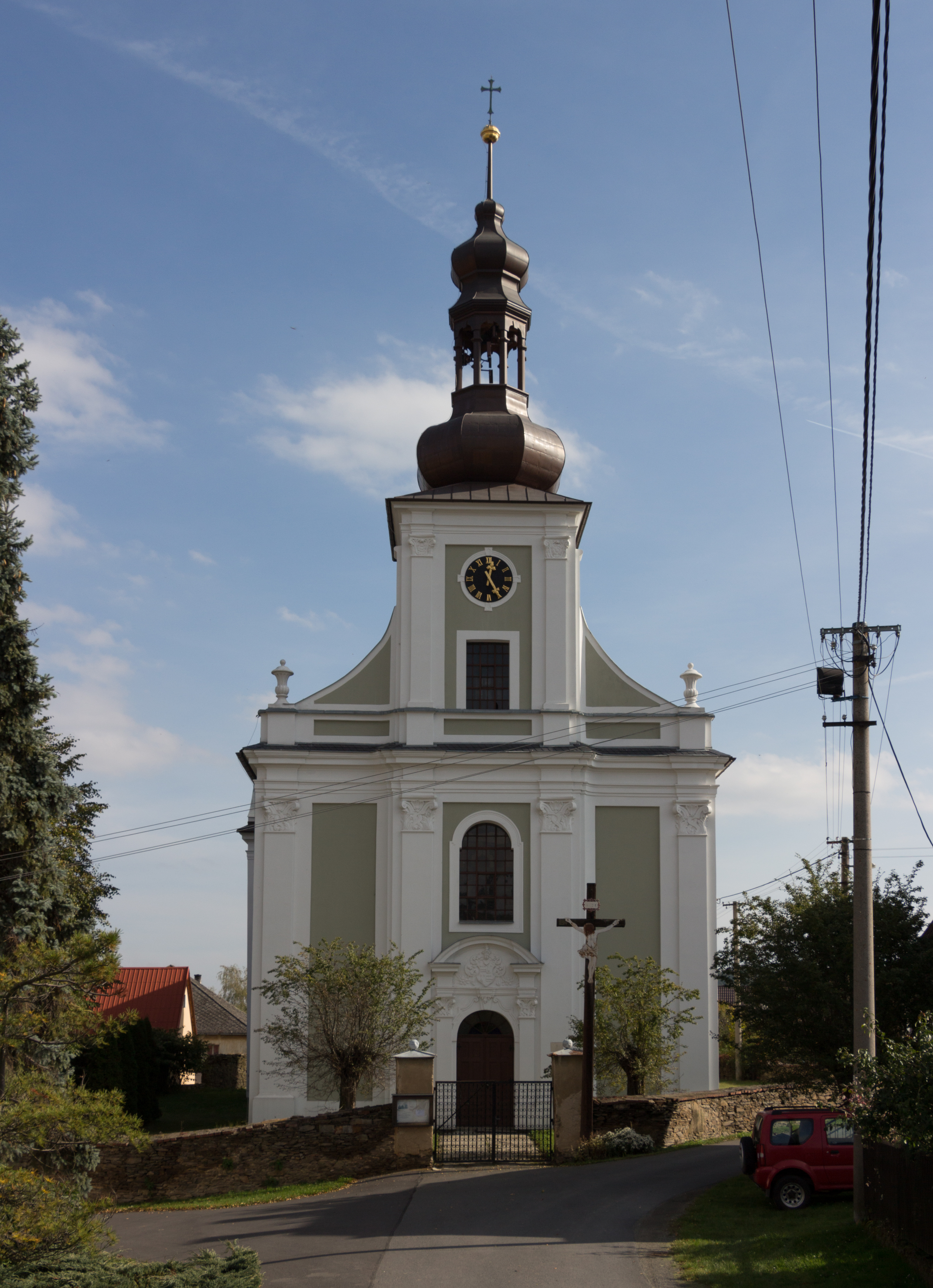
Pfarrkirche

- Pfarrkirche der Hl. Katharina. Der Barockbau mit umfangreichen Deckenschmuck und Wandbemalungen entstand 1725–1727 nach Plänen der Baumeisterfamilie Gans aus Jägerndorf und wurde zum Nationalen Kulturdenkmal erklärt. In der Kirche befinden sich wertvolle Epitaphe früherer Grundherren, wie der von Johann Stablowsky († 1556) oder Dorothea von Schweinichen und Kolbitz († 1577)
- An der Brücke bei der Kirche befinden sich beiderseits zwei Statuen, die den Hl. Johann Nepomuk und den Hl. Florian darstellen und als Kulturdenkmäler deklariert sind.
- Etwas oberhalb des Dorfs befindet sich am Anenský vrch (Annaberg) die kleine, von einem Park umgebene St. Anna-Kapelle und die Anenská studna (Annabrunnen), eine angeblich heilkräftige Quelle. Die Kapelle wurde 1642 durch schwedische Söldner zerstört und anschließend neu errichtet.

## Söhne und Töchter der Gemeinde
- Karl Erdmann Rüger (1783–1827), Schauspieler am Hoftheater in Wien
- Franz Rieger (1812–1885), Begründer der Orgelbaufirma Franz Rieger & Söhne, Jägerndorf.
- Alois Beierle (1838–1916), Bibliothekar.
- Paul Gebauer (1888–1951), Kunstmaler
- Herbert Gebauer * 7. März 1925; Bildhauer